# الحبس (الظهار)

تعديل مصدري - تعديل

الحبس محلة تابعة لقرية المنزلة، التابعة لعزلة ثواب الاسفل بمديرية الظهار إحدى مديريات محافظة إب في الجمهورية اليمنية.، بلغ تعداد سكانها 150 حسب تعداد اليمن لعام 2004.